# Измайлов, Михаил Михайлович (кларнетист)
Михаи́л Миха́йлович Изма́йлов (3 ноября 1925, село Бюрганы Буинского района Татарской АССР ― 10 июня 1978, Сочи) ― советский кларнетист и музыкальный педагог, заслуженный деятель искусств Чувашской АССР (1972).
Родился в семье певца-баса М. Е. Измайлова (1898―1965). Учился игре на кларнете в Казанской военно-музыкальной школе у А. Груздева, затем в Чебоксарском музыкальном училище, наконец, в Ленинградской консерватории в классе В. И. Генслера (окончил в 1948, у него же прошёл аспирантуру в 1951). В 1953 на Международном конкурсе имени Рейхи, проходившем в Праге в рамках фестиваля «Пражская весна», завоевал вторую премию. Преподавал в Ленинградской консерватории (1950―1957, вёл классы кларнета и духового ансамбля), музыкальной школе при ней (с 1959), музыкальном училище имени М. П. Мусоргского (с 1962).
С 1947 Измайлов работал в ЗКР симфоническом оркестре Ленинградской филармонии. Выступал также в различных камерных ансамблях, в том числе в духовом квинтете Ленинградской филармонии (Лев Перепёлкин ― флейта, Владимир Курлин ― гобой, Михаил Измайлов ― кларнет, Лев Печерский ― фагот, Виталий Буяновский ― валторна), с которым гастролировал за рубежом. За выдающееся исполнительское мастерство Измайлов был награждён медалью Академии «Санта-Чечилия».